# Gebroeders Van der Stock

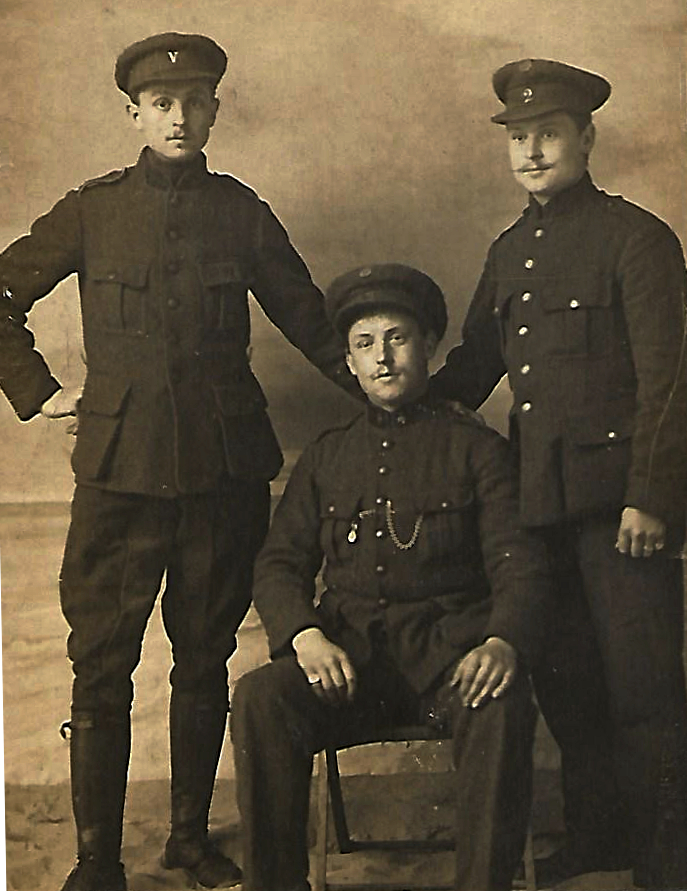
Aimé, Frans en Octaaf Van der Stock (van links naar rechts) op 11 december 1915 in De Panne aan het IJzerfront

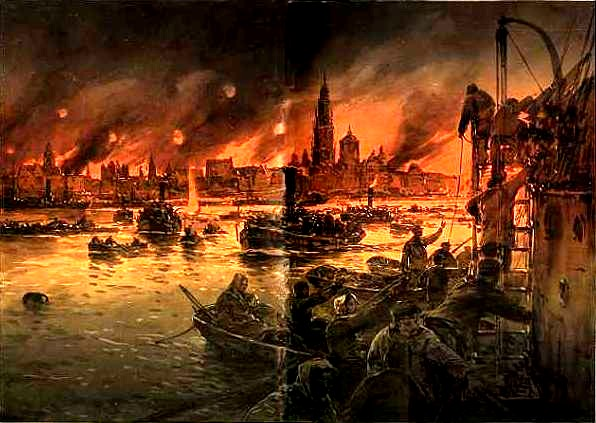
Aftocht uit Antwerpen van Belgische soldaten vanaf 9 oktober 1914

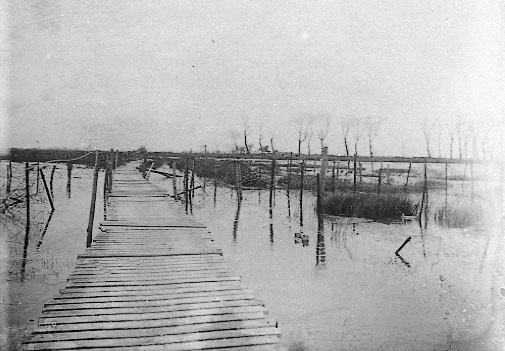
Onderwatergezet gebied bij Ramskapelle bij Nieuwpoort

Frans Van der Stock, (Burcht, 15 augustus 1890 - aldaar 22 juli 1966), Aimé Van der Stock, (Burcht, 23 november 1893 - Boechout, 10 mei 1970) en Octaaf Van der Stock, (Burcht, 14 januari 1895 - Sint-Jacobs-Kapelle, 3 september 1916), zonen van Jozef Van der Stock en Adelaïde Cools, waren drie broers en soldaten van het Belgisch leger die aan de IJzer vochten tijdens de Eerste Wereldoorlog. Octaaf, de jongste broer, overleefde de oorlog niet.

## Achtergrond
De gebroeders Van der Stock groeiden op in een gezin van 9 kinderen. Een zusje overleed op de leeftijd van vijf maanden, een broer in 1913 op twintigjarige leeftijd, een jaar voor de Eerste Wereldoorlog. Vader Jozef was dorpsbakker. Toen hij in januari 1904 met een bootje drijfhout uit de Schelde aan het opvissen was, verdronk hij in het ijskoude water; terwijl zijn vrouw en een zoon te bed lagen met tyfus. Moeder Adelaïde Cools, die zelf uit een bakkersfamilie kwam, zette de familiezaak verder; later met de hulp van haar groter wordende kinderen. Drie van hen, waaronder Aimé, leerden de bakkersstiel. Frans begon op jonge leeftijd als rozenkweker en fruitteler bij zijn oom en tante, waarvan hij later het bedrijf overnam. Toen de Eerste Wereldoorlog uitbrak was Octaaf retorica student aan het college van Edingen (Enghien). Zijn brieven en dagboek waren religieus, patriottisch en Vlaams geïnspireerd. Elke brief begon hij met de letters AVV-VVC (Alles voor Vlaanderen, Vlaanderen voor Christus.) Door zijn intense briefwisseling tussen de familie thuis, zijn broers aan het front en zijn dagboek uit het oorlogsjaar 1916 bleef veel informatie bewaard.

## Frans Van der Stock
Frans meldde zich aan als oorlogsvrijwilliger op 5 augustus 1914 en ingelijfd in Berchem. Uit zijn dagboek van 5 augustus 1914:

"Woensdag 5e Augustus 1914. In de voormiddag in mijn gedacht gekomen als vrijwilliger op te trekken in 't leger. Om 12 uren per velo naar huis gereden en wat gesproken met moeder, broeders en zusters. Om 1 1/2 uren naar Mr. den Burgemeester en dan naar 't gemeentenhuis; bewijs van zedelijk gedrag. De Eerwaarde heer Onderpastoor mij proficiat gewenscht voor mijn optreden. Medegegaan naar ons 't huis. 's Avonds afscheid bij de Eerwaarde broeders."

Net als broer Aimé, werkte hij mee aan de verdediging van de Stelling van Antwerpen, begin oktober overrompeld door het Duitse leger. Via een tijdelijke pontonbrug over de Schelde of met bootjes verlieten duizenden soldaten en burgers in allerijl de stad richting Noordzeekust of Nederland. Frans begaf zich al stappend naar het noorden van Frankrijk en belandde later in de Westhoek. Samen met broer Aimé streed hij mee in de "Slag om de IJzer" van 18 tot 31 oktober 1914. Op 1 november 1914 noteerde hij in zijn dagboek "De Duitsche onder water."
Vanaf 14 april 1916 was het zijn taak om als 'cyclist' van de fietsinfanterie berichten over te brengen van en naar officieren die de voorpost bemanden. Ook de vredesboodschap bracht hij over. Mondeling verhaal van Frans: 

"Op 11 november, het front was al lang opgeschoven naar oostelijke richting, was ik aangeduid om het goede nieuws per fiets zo vlug mogelijk naar de soldaten van de eerste lijn te gaan brengen. Tijdens mijn tocht was mijn grote zorg de prangende vraag of de vijand ook al wist dat het vrede was, dan wel of ze me vooralsnog zouden neerschieten. De situatie bleef lange tijd levensgevaarlijk."

### Ziekenvervoer naar Frankrijk in juli 1916
Door epidemische tyfus besmet, verbleef hij meer dan een maand in het militaire hospitaal Abdij Notre Dame de Fontgombault in Centre-Val de Loire. Fragmenten uit zijn dagboek:

"Zaterd. 22-7 Om 3 uren namidd. hevig bombardement. Ik mij zeer slap gevoeld als eene opkomende ziekte. Om 7 uren 's avonds afgelost in de tranchée. Lam in armen en beenen. Zond.23-7 H.Mis. Niet eten. Hevig hoofdpijn en stijven nek. 38 graden koortsen. Maand. 24-7 Toch naar De Panne gereden, per velo ... Ik zeer hevig ziek, alles moeten weigeren, doch wat wijn gedronken. Dinsd. 25-7 Rapport van den doktoor. Zeer veel koortsen. Moeten rusten en wat melk drinken. Woensd. 26-7 Rapport. Naar de infermerie verzonden. Visiet van 1e Lieutenant en Kolonel. Naar de Lazaret Leopold vervoerd. 39,7 graden koortsen. Daar verbleven tot Zond. 30-7 tot 3 uren namidd. Altijd boven 38,4 graden tot 39,7 graden. Goed verzorgd. Per auto (couché) naar de statie van Isenberg vervoerd. Om 7 uren den trein opgedragen op eenen brancard. Recht naar Calais. Aangekomen om 1 uur 's nachts. Afzonderlijk moeten gaan slapen. Ziekte Embarras Gastrique febrile. Op Dinsd. 1 Aug. om 8 uren per auto naar 't hospitaal St.-Pierre - Rue four à chaux Calais vervoerd. Daar verbleven tot Woensd. 2 Aug. Verzorgd door geestelijken broeder en zuster. Goeden doktoor. Blauw kostuum. Om 6 uren vertrek per auto naar de statie. Trein rood kruis om naar Fontgombault (Indre) te rijden. Geheel den dag gereden. In Amièns veel retard door de troepenbeweging der offensief. Op den trein vernacht. Langs Parijs-Versailles enzovoort naar Orléans, Tours enzoverder. Om 7 uren namiddag van 3-8 in Fontgombault aangekomen. 700 Km. van 't front. 350 Km. naar 't Zuiden van Parijs. Warme schoone streek Gelogeerd in eene oude abdij."

In september 1916 verbleef Frans in het Belgisch opleidingscentrum Centre d'Instruction du Génie à Avours in Frankrijk, later in Etouy bij de Génie Français. De rest van de tijd was hij opnieuw gelegerd aan het IJzerfront. Na de Wapenstilstand van 11 november 1918 kreeg hij een overplaatsing naar Luik. Op 18 juni 1919 vertrok hij met het bezettingsleger naar Duitsland. Op 19 augustus 1919 werd hij uit militaire dienst ontslagen.
Jan Van der Stock, hoogleraar, is zijn kleinzoon.

## Aimé Van der Stock
Bij het uitbreken van de Eerste Wereldoorlog was Aimé reeds soldaat in het leger. Hij werd opgeroepen op 15 september 1913 en gelegerd in een van de forten van de Stelling van Antwerpen (volgens familiebronnen in het Fort van Kruibeke.) In zijn dossier was te lezen: "Présent à l'artillerie de forteresse de la position fortifiée d'Anvers." (Aanwezig bij de fortenartillerie van de versterkte positie Antwerpen.) Tijdens de vlucht uit Antwerpen raakten Aimé en Frans elkaar kwijt. Aimé nam deel aan de "Slag om de IJzer" in oktober 1914. Enkele maanden was men zonder nieuws van de twee broers Aimé en Frans. Eind januari 1915 gaven ze opnieuw een teken van leven. Aimé en Frans ontmoetten elkaar weer aan de brug van Fortem op 29 maart 1916. Na de Wapenstilstand vervoegde Aimé het Belgisch leger in Duitsland bij de bezetting van het Rijnland, onder andere in Alphen, Schaffhausen en Moers (Mörs). Op 30 september 1919 zat zijn dienstplicht er op. Terwijl hij zijn militaire dienst aan het IJzerfront vervulde werd hij bevangen door gifgas, waardoor hij de rest van zijn leven kwetsbare longen had.

## Octaaf Van der Stock
Octaaf was de jongste van de drie broers die aan de IJzer slag leverden als vrijwilliger bij het Tweede Regiment Carabiniers. Hij sneuvelde in de nacht van 2 op 3 september 1916 te Sint-Jacobs-Kapelle, "Weggemaaid door een mitrailleur" vermeldde zijn overlijdenscertificaat.
Samen met nog twee andere broers, Louis en Albert, vluchtte hij begin oktober 1914 naar Hulst in het neutrale Nederland om aan opeising door de Duitsers te ontsnappen. Van daaruit probeerde hij zich, eerst tevergeefs, aan te melden als vrijwilliger. Uit de brief van 11 december 1914 naar zijn familie in Burcht:

't Is vervelend zeker zoo opgesloten te zitten in 't dorp. Nu dit is nog 't minste als ge maar veilig zit. Voor mij deugt het daar niet geloof ik, want ik ben dienstplichtig. Maar wanneer zal het mij gegeven zijn de wapens op te nemen en ten strijde te trekken en onze rechten te verdedigen? Wanneer?

Daarna verhuisde hij naar Middelburg waar zijn broer Louis verbleef op zoek naar werk. Verschillende mensen uit Burcht zochten elkaar daar op. Uit een brief van 10 maart 1915 aan vriend Augustijn:

Ik zit nu in de schoone stad Middelburg... We hebben hier een nieuw Burght gevormd. Alle dagen vergadering op de villa "Vlaamsche Leeuw" Nieuwen Haven F117.

In een lang bericht uit Middelburg van 24 maart 1915 vroeg hij nogmaals zijn moeder en familie dringend toestemming om zich te melden:

... En aan de IJzer gaan onze koene Belgen langzaam maar zeker vooruit. Heb moed maar geduld. De zege is nabij... heb nu lamlendig reeds acht maanden over de straten geloopen, terwijl anderen, studiemakkers manmoedig den overweldiger met alle krachten bestrijden. Ik zie beschaamd terug op de vervlogen dagen die een schaduwvlek in 't diepste mijner ziel hebben gebrand en nooit meer zal kunnen gewischt worden. Nog een laatste poging, nog een laatste smeekbede wil ik tot u allen richten om mij toch niet bloot te stellen aan schande, smaad en verraad...

### Brief van 25 maart 1915
Tijdens zijn vrijwillige ballingschap volgde hij nauwlettend de actualiteit, zowel die uit Burcht als uit de rest van Europa. Uit zijn brief aan broer Frans vanuit Middelburg van 25 maart 1915:

...Wij hebben aan uw verlangen voldaan en de brieven naar onze teergeliefde Moeder, zusters, broeder en familie verzonden, maar niet over de post, maar met een smokkelaar... vooreerst nieuws uit ons geboortedorpje. Thys Engels, de Spetter Heirman en de eerbiedwaardige grijsaard Joris zijn in hechtenis genomen omdat ze hun paard niet wilden afstaan aan de Duitsche overheden. Gisteren hebben drie koene Engelsche vliegers boven Antwerpen geweest en wierpen bommen op Hoboken waar men onderzeeërs aan 't bouwen is. Twee werden er ernstig beschadigd. Ze wierpen ook bommen op Burght... Dit nieuws stond in de dagbladen. Van het Westelijk oorlogstoneel is voor ons de weerstand aan de IJzer het belangrijkste. Langzaam maar zeker schuiven de bondgenoten hunne stellingen vooruit. Zoo zal het nog lang kunnen duren, maar de blokkering van de Noordzee doet zich stilaan gevoelen in Duitschland dat het daar aangebrand begint te rieken. De overgave is noodzakelijk of de inwoners vergaan van honger. Van zeeslagen hoort men weinig, maar onze Engelsche vrienden zijn waakzaam en de Duitsche vloot zit opgesloten in Helgoland en 't Kanaal van Kiel... Van het Oostelijk operatietoneel hebben de verbondene legers vele goede uitslagen bekomen dezer dagen. In Oost-Pruisen zijn dan weer de Russen, dan weer de Duitschers aan de winnende hand... Tegen Oostenrijk heeft Rusland weer eene goede vangst gedaan. Eene zeer versterkte stad heeft zich moeten overgeven, na eene langdurige bezetting van vier maanden. De stad is Przemyl in Hongarije. 9 generaals, 93 stafofficieren, 2.500 andere officieren en 117.000 soldaten hebben zich krijgsgevangen moeten geven. Dit is de grootste gebeurtenis na de slag aan de IJzer waar 200.000 Duitschers hun leven lieten. Nu is de weg open naar Krakau en met spanning volgt iedereen die beweging die hopen wij, goed zal ten einde loopen. Wat deze week ook veel belangstelling heeft gevraagd, was de operatie tegen de Dardanellen Met groot succes zijn de forten door de gecombineerde actie der Fransche en Engelsche vloot gebombardeerd... In Konstantinopel zit men nu reeds benepen hart, want nu zitten zij tussen twee vuren...

### Opleiding in Valognes (Frankrijk)
Uiteindelijk slaagde hij er in om in april 1915 via Folkstone (Verenigd Koninkrijk) in het opleidingskamp van Valognes (Frankrijk) te geraken. Het was verboden om in hun briefwisseling de plaats te vermelden waar ze verbleven. Uit zijn brief van 10 mei 1915 aan zijn broer Louis in Middelburg:

...Ik ben nog altijd in dezelfde stad. Ge kent den naam, nietwaar. Het is ons verboden de plaats aan te duiden waar de troepen verblijven. Als ik naar Holland schrijf, kan dat weinig geven, maar naar België zou dat als inlichting kunnen dienen voor den vijand. De militairen mogen nu ook naar België schrijven. 't Is daarom dat wij geene plaatsingen aanduiden.

In zijn schrijven klonk steeds luider zijn sterk religieuze overtuiging waaruit hij kracht putte, het gemis aan zijn familie en dorp, en tevens het geloof in een spoedige vrede. Fragment uit zijn brief van 29 juni 1915 aan moeder en familie:

...De groote beproeving, de grootste misschien die God ons overzendt, is niet bij machte ons afkeerig te maken. Integendeel, met meer vurigheid nog vervullen wij onze Godsdienstplichten. Met meer liefde nader ik des zondags tot de H. Tafel. 't Is daar bijzonder dat ik U allen indachtig ben en bid en smeek om de terugkomst naar het vaderlijk huis te bespoedigen, om ons allen terug vereenigd te zien rond den huiselijken haard, die wij bijna een jaar verlaten hebben. Al zijn reeds vele dagen vervlogen, nog zie ik dagelijksch ons dierbaar dorpje weder met al zijn liefelijkheden. 'k Vergeete nooit de blijde levensdagen van ons stille samenzijn. Moge wij welhaast die blijde en gelukkige stonden terug beleven, moge wij ook welhaast de lauweren der zegepraal plukken en U en gans ons volk een heilzamen vrede schenken waarheen menig mensenhart naar snakt. Dien vrede is nabij.

### Naar het IJzerfront
Op 28 juli 1915 schreef hij zijn eerste brief aan zijn broer Louis vanaf het IJzerfront:

...Groot was mijne vreugde wanneer ik vernam dat ik naar het vrije vaderland mocht terugkeren, in het klein stukje grond dat ons nog is overgebleven. Moedig zullen wij het verdedigen en trachten het overrompeld vaderland terug te herwinnen ...

Na tien maanden zag hij eindelijk zijn broer Frans terug:

...Opeens kreeg ik hier onverwacht bezoek. 't Is onzen broeder Frans die komt aankloppen. Onuitsprekelijk was mijn vreugde. Gij kunt denken: wij waren tevreden malkander in bloeiende gezondheid te ontmoeten.

Op 1 januari 1916 startte hij met het schrijven van een dagboek dat hij dagelijks aanvulde tot en met 20 juni 1916. Enkele fragmenten:

..Zaterdag 1 januari 1916. Weer is het jaar vervlogen met al zijn lief en leed, met het onwankelbaar betrouwen in de goede uitslag, begroeten wij de eerste dag van het nieuwe jaar dat ons de eindzegepraal zal brengen. Een aangename brief ontvangen van het ouderlijk huis.
Vrijdag 14 januari 1916. Heden vier ik mijn eenentwintigsten verjaardag. Ik pak er eenen fellen pot op, opdat ik ze nog lang zoud mogen meugen! Gezellige avondstonden rond den boerenhaard.
Woensdag 20 juni 1916. Nog veel geweerschoten. Gevaarlijk aflossen. Met expresstram naar de Rabbelaar.

Op 27 augustus 1916 schreef hij in zijn allerlaatste brief aan broer Louis: "... Alles gaat goed met mij en hoop dat gij het eveneens goed stelt."
In de nacht van 2 op 3 september 1916 sneuvelde hij te Sint-Jacobs-Kapelle tijdens een missie. Hij werd begraven op de Belgische militaire begraafplaats van Hoogstade.

### In memoriam
Tekst van een toespraak, waarschijnlijk voorgelezen tijdens de begrafenis.
Ter nagedachtenis van Octaaf Van der Stock.
Gesneuveld op 't veld van eere den 3-9-16
Weder maaide de onverbiddelijke dood een onzer edelste Vlaamsche makkers weg. Een eenvoudige jongen was hij, met ongekunstelde vroomheid leefde hij in ons midden, hij de Vlaming van één stuk, hij de christen metterdaad. Zijn ideaal bewust was hij een toonbeeld voor ons allen, met zoete overtuigende woorden wist hij ons de plichten van Vlaamsche strijders voor te stellen en ons aan te sporen tot volharding. De eerste in de bres, een karabinier zoo moedig als verknocht, volgde hij vastberaden zijn oversten, waar ook het gevaar mocht dreigen, voor God en Vaderland. Zoo ging hij in den nacht van 2 op 3 september zijn ideaal getrouw, als verkenner van een patroelje op de vijandelijke verschansingen toe, toen een kogel hem doodelijk kwam treffen. Eens te meer schonk het verdrukte België een oprechte Vlaamsche zoon als slachtoffer voor onze vrijheid. Vlaamsche vrienden herdenkt uw vromen wapenbroeder in uw gebeden. Een Vlaming was hij, en een ware Vaderlander.
getekend W.T.B. 116-1-4

## Galerij

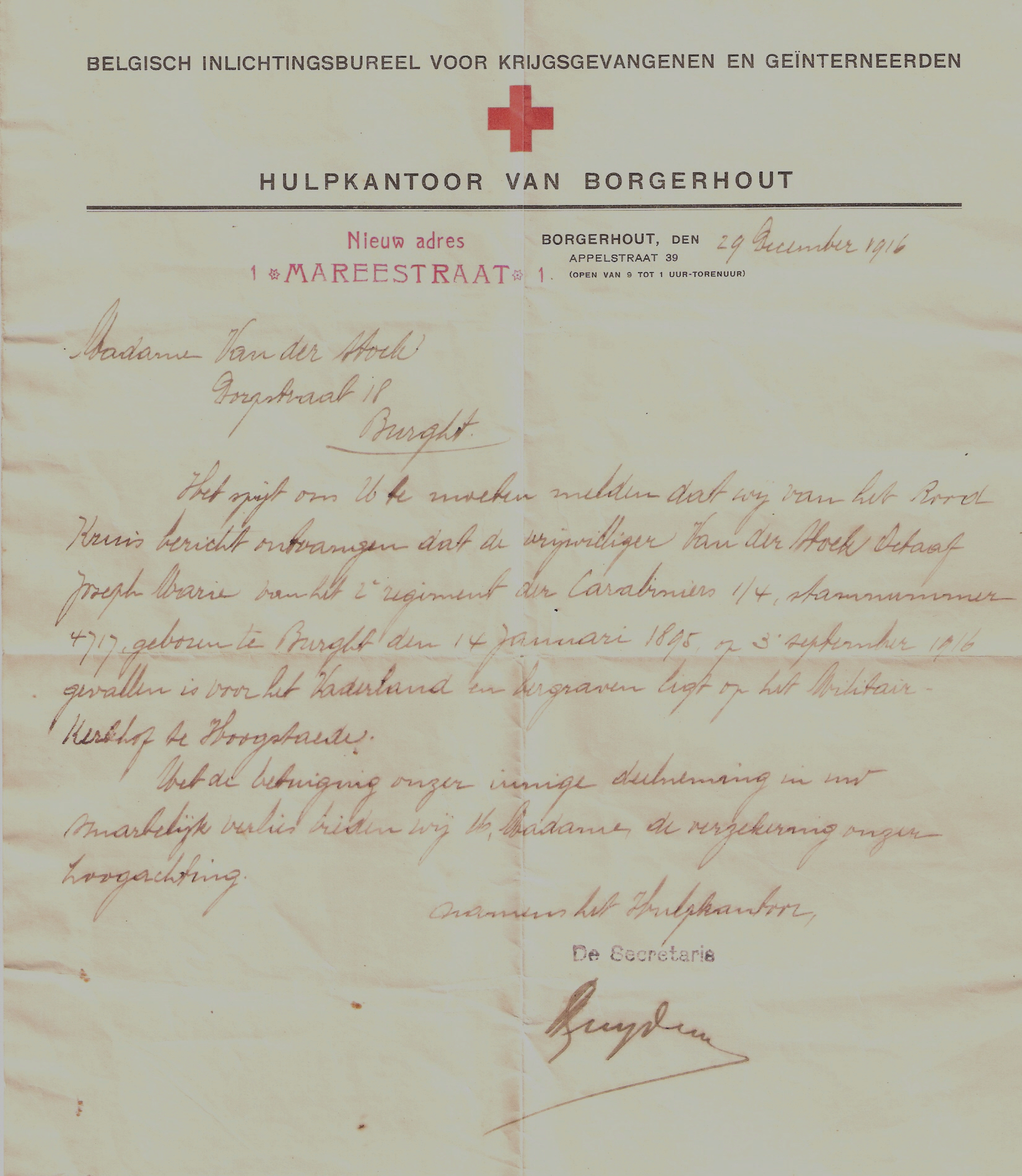
Brief van 29 december 1916 van het Rode Kruis die de dood van Octaaf Van der Stock aankondigt
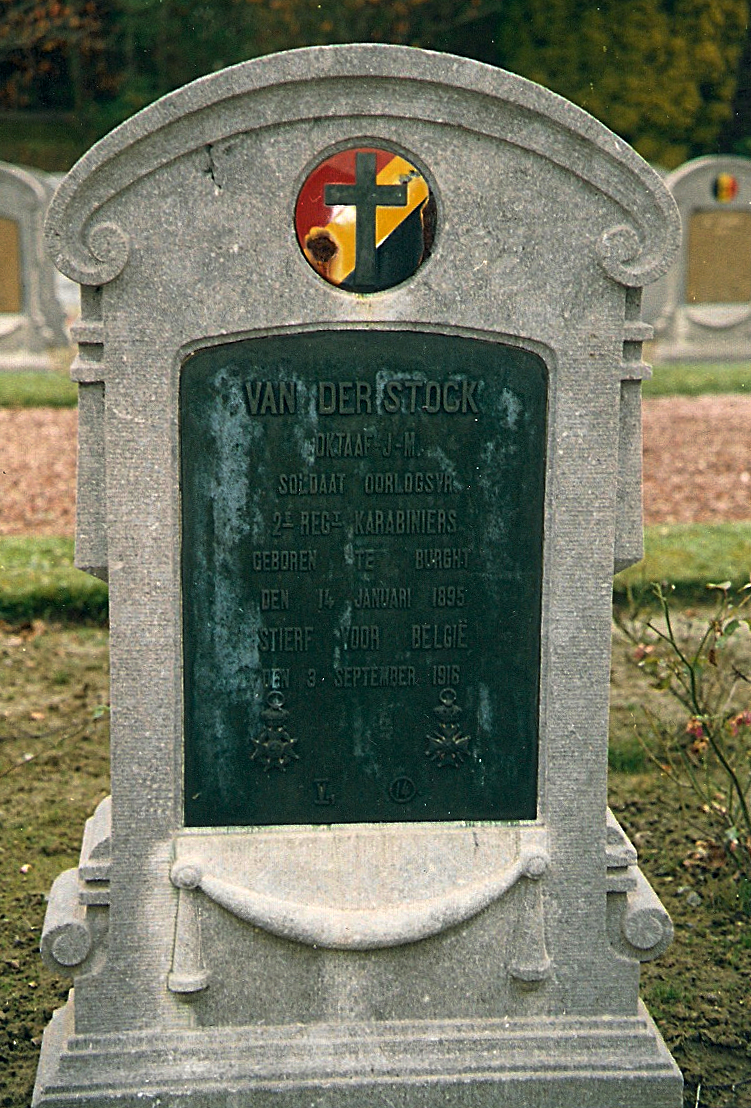
De grafzerk van Octaaf Van der Stock te Hoogstade
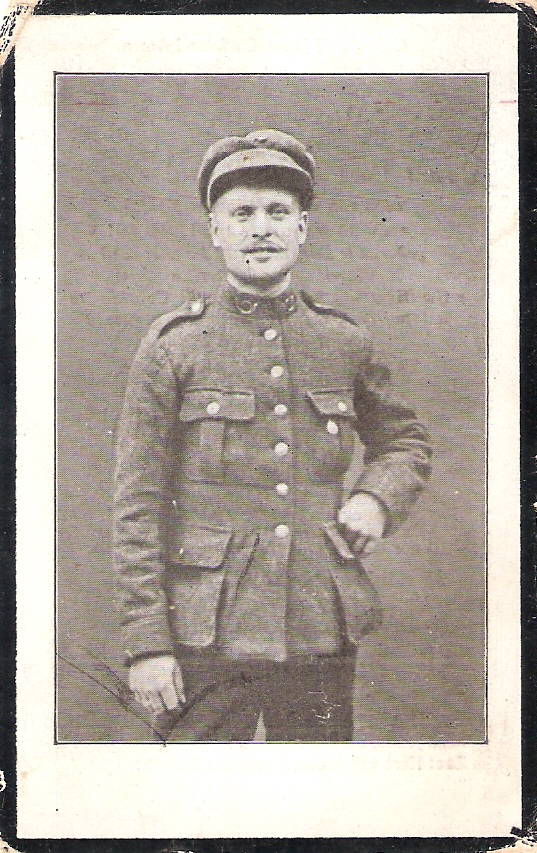
Gebedsprentje van Octaaf Van der Stock (recto)
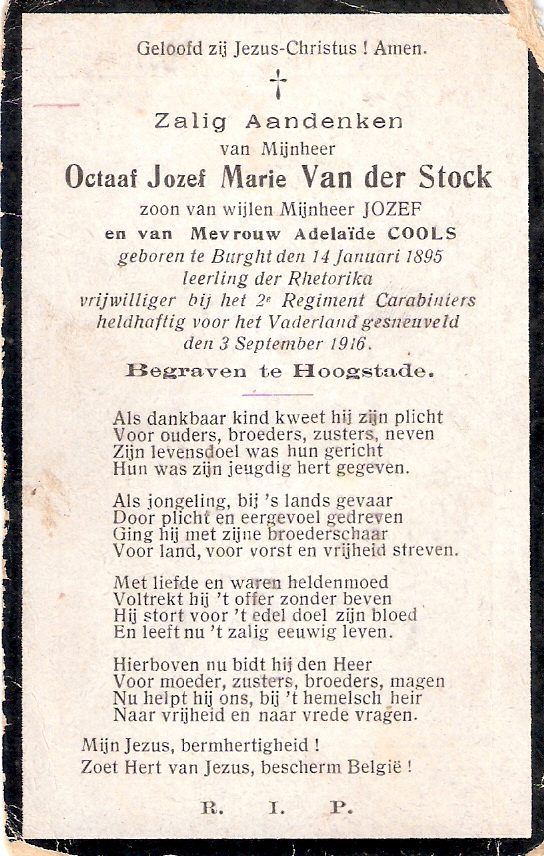
Gebedsprentje van Octaaf Van der Stock (verso)